# Ереклы (вершина)
Ереклы (баш. Ерекле) — вершина в Учалинском районе Башкортостана. Высота 517,5 м. Западно-северный склон лесистый, остальная часть вершины безлесная.
У западного склона селение Танычау (включившее в себя два селения с одним названием Ленинский). Гору с севера огибает одноимённая река (другое название Зириклы), с юга — Танычау.

## Топографические карты
- Лист карты N-40-72 Ахуново. Масштаб: 1 : 100 000. Издание 1979 г.